# Tien-San-i karvalybagoly
A Tien-San-i karvalybagoly (Surnia ulula tianschanica) a madarak osztályának a bagolyalakúak (Strigiformes) rendjéhez, a bagolyfélék (Strigidae) családjához tartozó karvalybagoly egy alfaja.
A magyar név forrással nincs megerősítve.

## Elterjedése
A Tien-San-i karvalybagoly a Közép-Ázsiai Tien-San területén őshonos.